# Raatukkavaara
Raatukkavaara (lulesamiska: Rádukvárre) är en ort i Gällivare kommun, Norrbottens län. Orten ligger intill Hakkas och i augusti 2016 fanns det enligt Ratsit fem personer över 16 år registrerade med Raatukkavaara som adress.
Ortnamnet är finskt.